# Кросс (озеро, Манитоба)
Озеро Кросс (англ. Cross Lake) — озеро в провинции Манитоба в Канаде. Расположено в центре провинции, севернее озера Виннипег. Одно из больших озёр Канады — площадь водной поверхности 590 км², общая площадь — 755 км², восьмое по величине озеро в провинции Манитоба. Высота над уровнем моря 207 метров, колебания уровня озера до 1,76 метра. Озеро мелководно, средняя глубина всего метр с четвертью. Ледостав с ноября по июнь.
Объём воды — 0,52 км³. Площадь водосборного бассейна — 8099 км².
Река Нельсон, вытекающая из озера Виннипег, впадает в озеро с юга. Сток из восточной части озера по той же реке Нельсон через озера Сипивеск и Сплит в Гудзонов залив. На восточном берегу озера лежит одноимённый посёлок Кросс-Лейк.
Любительское рыболовство, специализация — судак, северная щука и жёлтый окунь.